# 月刊アドバンス大分
月刊アドバンス大分（げっかんアドバンスおおいた）は、大分県大分市に本社を置く株式会社アドバンス大分（現・株式会社OCAD）がかつて発行していた月刊の地域情報誌である。

## 概要
創刊は1971年（昭和46年）8月号で、1997年（平成9年）に同年8月号をもって休刊するまで26年間にわたって発行された。休刊した1997年には、誌名を「月刊アドバンス大分 Japan」としている。
1996年に開催された第12回NTTタウン誌フェスティバルでは、参加した714誌の中から大賞を受賞しており、全国的にも高い評価を受けた地域誌であった。
また、姉妹誌として、地域経済を中心とした月刊誌『AD経』（アドケイ）を、1985年（昭和60年）1月から1993年（平成5年）4月まで、通巻100号にわたり発行していた。
本誌を発行していた株式会社アドバンス大分は、1998年2月に株式会社だいせん（現・株式会社オーシー）企画室を源流とする株式会社エー・ディー・エーと合併して株式会社エーディーエー・アドバンス（現・株式会社OCAD）となっており、広告代理業を中心とした事業を行っている。

## 内容
大分県の政治、経済、文化、歴史等に関する記事が中心であった。
連載記事をまとめて「おおいた文庫」シリーズとして単行本化しており、同シリーズには由布院温泉・亀の井別荘の経営者中谷健太郎『たすきがけの湯布院』などが含まれている。